# Welykyj Ljubin
Welykyj Ljubin (ukrainisch Великий Любінь; russisch Великий Любень Weliki Ljuben, polnisch Lubień Wielki) ist eine Siedlung städtischen Typs in der Oblast Lwiw im Westen der Ukraine.

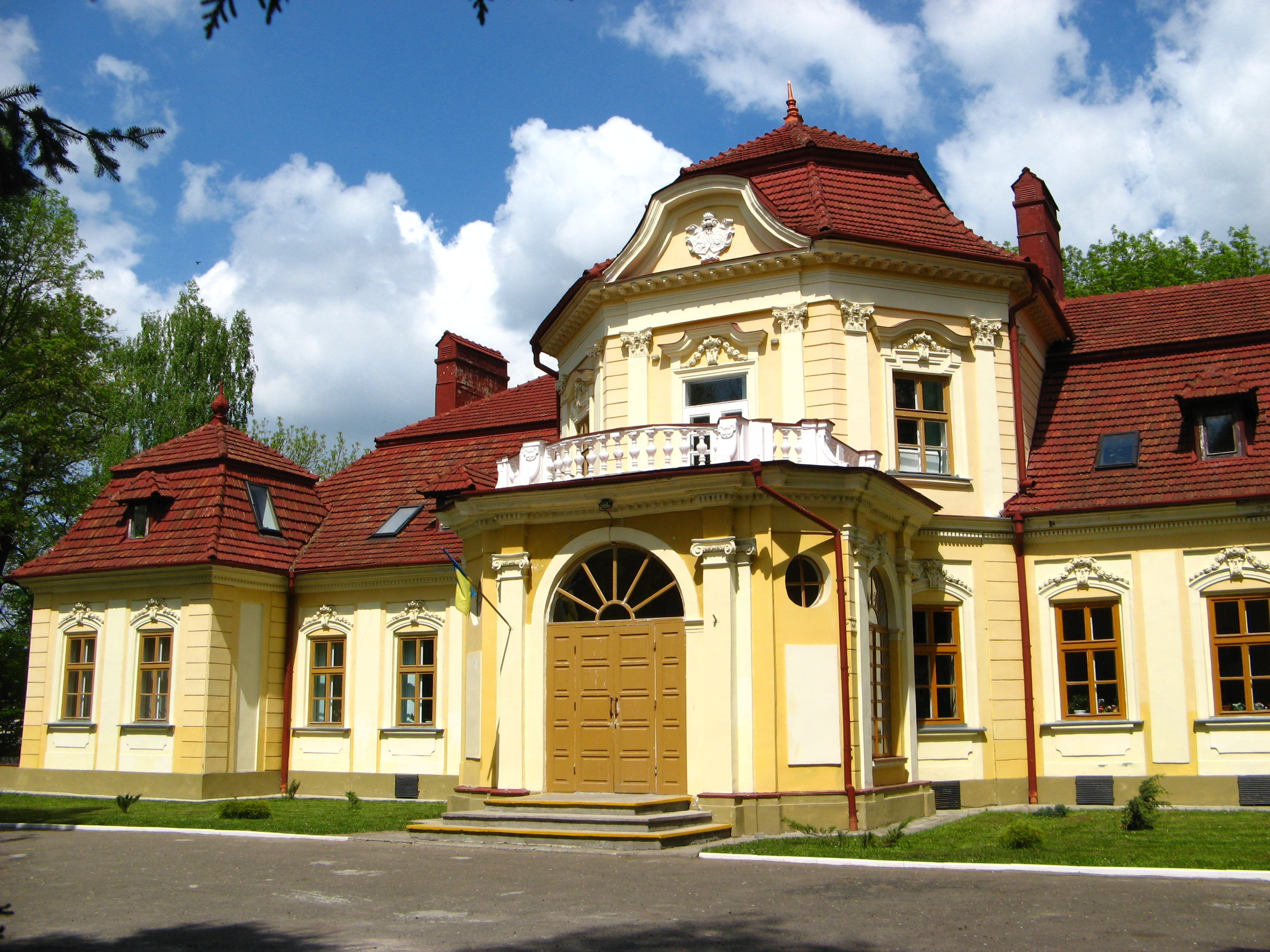
Brunicki-Landschloss im Ort

Die Siedlung liegt am Ufer der Wereschyzja (Верещиця), etwa 22 Kilometer südwestlich von Lwiw und etwa 8 Kilometer südöstlich der ehemaligen Rajonshauptstadt Horodok.

## Geschichte
Der Ort wurde im 13. Jahrhundert zum ersten Mal schriftlich erwähnt und lag zunächst in Polen, kam 1772 als Wielki Lubien zum österreichischen Galizien und war von 1918 bis 1939 unter seinem polnischen Namen Lubień Wielki ein Teil der Polnischen Republik (in der Woiwodschaft Lwów, Powiat Gródek Jagielloński). Nach dem Ende des Zweiten Weltkrieges fiel der Ort an die Sowjetunion und ist seit 1991 ein Teil der unabhängigen Ukraine. 1964 erhielt das nunmehr Weliki Ljuben/Welykyj Ljubin genannte Dorf den Status einer Siedlung städtischen Typs.

## Kirchengebäude

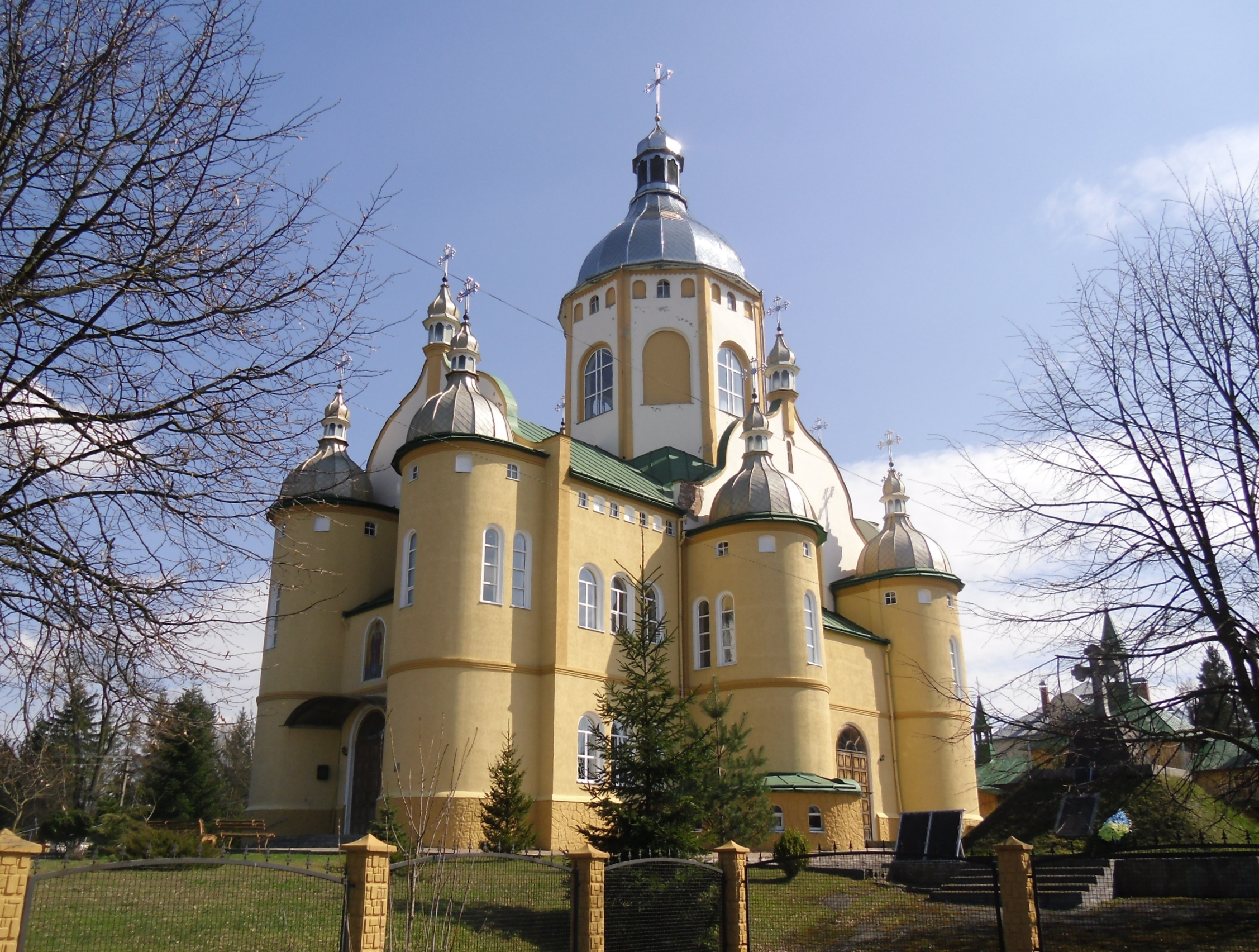
„St. Nikolaus“. Ukrainisch Griechisch-Katholische Kirche in Welykyj Ljubin
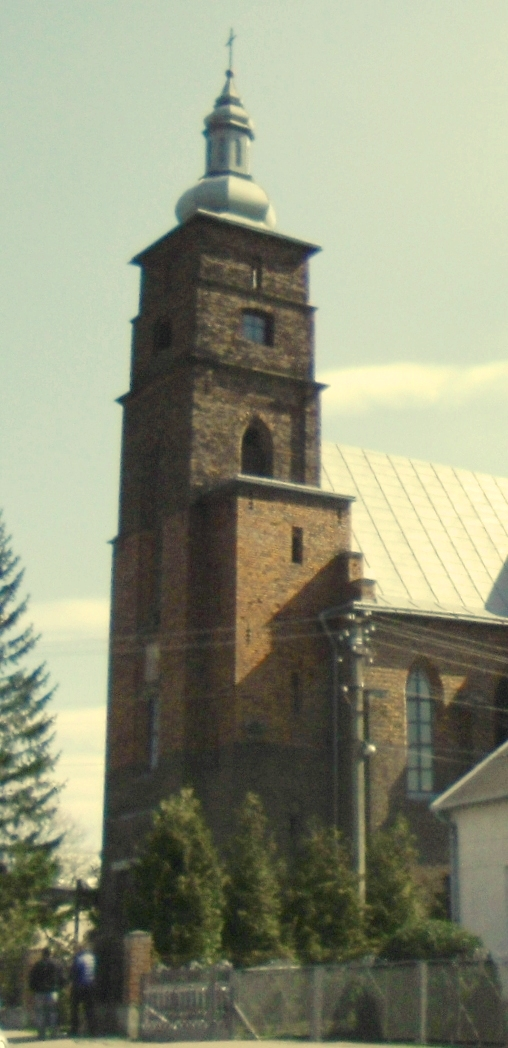
Römisch-katholische Kirche „Unserer Lieben Frau von Tschenstochau“
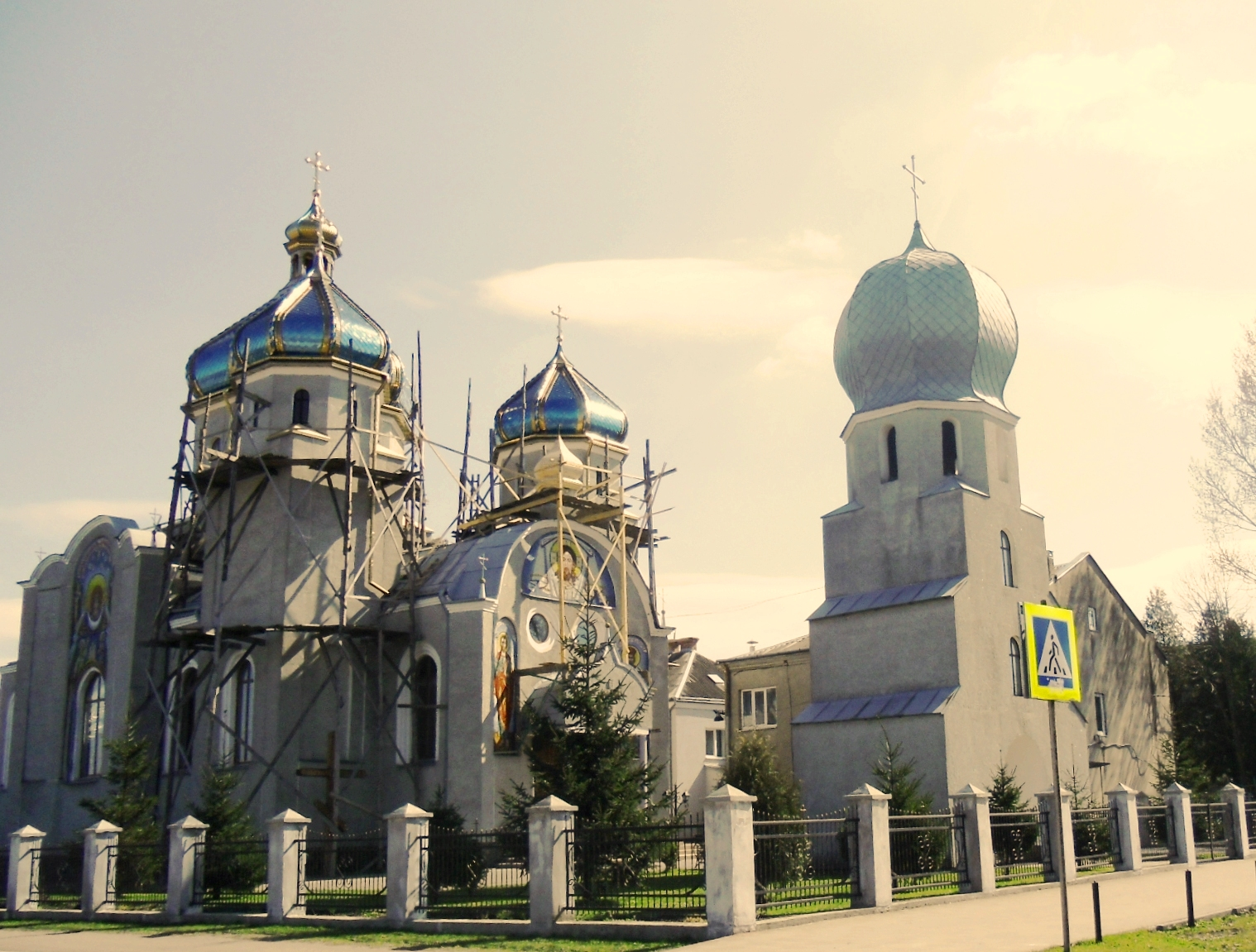
Ukrainisch-orthodoxe Kirche „St. Nikolaus der Wundertäter“ des Kiewer Patriarchats.
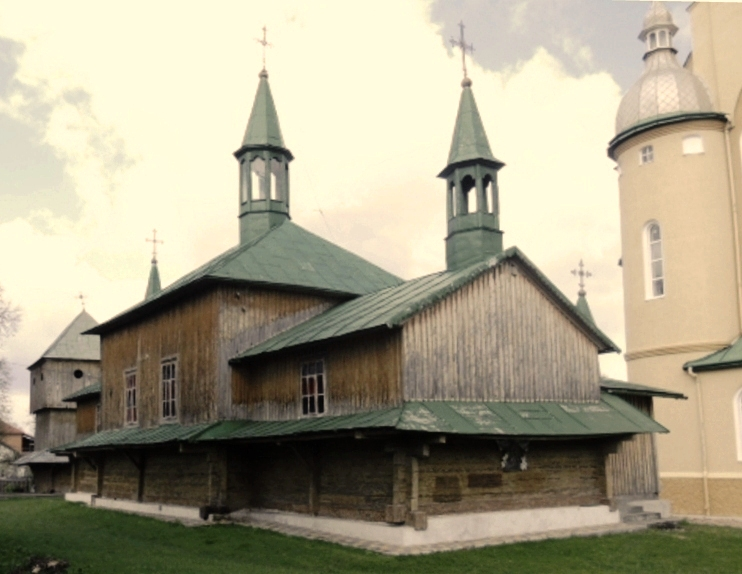
Die hölzerne griechisch-katholische Kirche „St. Nikolaus“ von 1854

## Verwaltungsgliederung
Am 2. Juni 2017 wurde die Siedlung zum Zentrum der neu gegründeten Siedlungsgemeinde Welykyj Ljubin (Великолюбінська селищна громада Welykoljubinska selyschtschna hromada) im Rajon Horodok. Zu dieser zählen noch die in der untenstehenden Tabelle aufgelistetenen 15 Dörfer. Bis dahin bildete es zusammen mit den Dörfern Birtsche, Kossiwez, Kosiwez, Pisky und Tschulowytschi die gleichnamige Siedlungsratsgemeinde.
2020 wurde die Siedlungsgemeinde ein Teil des Rajons Lwiw.
Folgende Orte sind neben dem Hauptort Welykyj Ljubin Teil der Gemeinde:
| Name                     | Name             | Name                                      | Name              |
| ukrainisch transkribiert | ukrainisch       | russisch                                  | polnisch          |
| ------------------------ | ---------------- | ----------------------------------------- | ----------------- |
| Birtsche                 | Бірче            | Бирче                                     | Burcze            |
| Chyschewytschi           | Хишевичі         | Хишевичи (Chischewitschi)                 | Chiszewice        |
| Koropusch                | Коропуж          | Коропуж                                   | Koropuż           |
| Kossiwez                 | Косівець         | Косовец (Kossowez)                        | Kosowiec          |
| Maljowanka               | Мальованка       | Малёванка                                 | Malowanka         |
| Malyj Ljubin             | Малий Любінь     | Малый Любень (Maly Ljuben)                | Lubień Mały       |
| Pisky                    | Піски            | Пески (Peski)                             | Piaski            |
| Poritschtschja           | Поріччя          | Поречье (Poretschje)                      | Porzecze          |
| Poritschtschja-Hruntowe  | Поріччя-Грунтове | Поречье-Грунтовое (Poretschje-Gruntowoje) | Porzecze Gruntowe |
| Poritschtschja Sadwirne  | Поріччя Задвірне | Поречье Задворное (Poretschje-Sadwornoje) | Porzecze Zadwórne |
| Romaniwka                | Романівка        | Романовка (Romanowka)                     | Romanówka         |
| Saluschany               | Залужани         | Залужаны                                  | Weissmanówka      |
| Saschkowytschi           | Зашковичі        | Зашковичи (Saschkowitschi)                | Zaszkowice        |
| Sawydowytschi            | Завидовичі       | Завидовичи (Sawidowitschi)                | Zawidowice        |
| Tschulowytschi           | Чуловичі         | Чуловичи (Tschulowitschi)                 | Czułowice         |